# چیل‌آباد
چیل‌آباد ، روستایی از توابع شهرستان ارزوئیه در استان کرمان ایران است.

## جمعیت
این روستا در دهستان ارزوئیه قرار دارد و براساس سرشماری مرکز آمار ایران در سال ۱۳۸۵، جمعیت آن ۱۱۷ نفر (۲۴خانوار) بوده‌است.